# Episodi di Awkwafina è Nora del Queens (seconda stagione)
La seconda stagione della serie televisiva Awkwafina è Nora del Queens, composta da 10 episodi, è stata trasmessa negli Stati Uniti, da Comedy Central, dal 18 agosto al 13 ottobre 2021.
In Italia la stagione è stata trasmessa su Comedy Central dal 7 luglio al 1º settembre 2023.
| nº | Titolo originale         | Titolo italiano             | Prima TV USA      | Prima TV Italia   |
| -- | ------------------------ | --------------------------- | ----------------- | ----------------- |
| 1  | Never too Old            | Non si è mai troppo vecchi  | 18 agosto 2021    | 7 luglio 2023     |
| 2  | Stop! Nora Time          | Ritorno al passato          | 18 agosto 2021    |                   |
| 3  | Charlie's Angels         | Charlie's Angels            | 25 agosto 2021    | 7 luglio 2023     |
| 4  | Edmund's Back            | Il ritorno di Edmund        | 1º settembre 2021 | 14 luglio 2023    |
| 5  | Don't F**k with Grandmas | Con le nonne non si scherza | 8 settembre 2021  | 28 luglio 2023    |
| 6  | Nora Meets Brenda        | Nora incontra Brenda        | 15 settembre 2021 | 4 agosto 2023     |
| 7  | Tales from the Blackout  | Racconti dal blackout       | 22 settembre 2021 | 11 agosto 2023    |
| 8  | Shadow Acting            | L'attore-ombra              | 29 settembre 2021 | 18 agosto 2023    |
| 9  | The Simple Life          | Una vita semplice           | 6 ottobre 2021    | 25 agosto 2023    |
| 10 | Home                     | Casa                        | 13 ottobre 2021   | 1º settembre 2023 |